# Steeve Yago
Steeve Yago (Sarcelles, 16 de dezembro de 1992) é um futebolista burquinense que atua como defensor. Atualmente defende o Aris Limassol.

## Carreira
Yago começou sua carreira nas categorias de base do Toulouse aos 17 anos, ficando no time B até 2011. Na temporada 2012/2013 começou a ter suas primeiras oportunidades no time principal, jogando como zagueiro e também lateral direito.
Na seleção nacional esteve no elenco da CAF de 2015 e sendo titular na edição de 2017, sediada no Gabão.